# Wörter und Sachen
Wörter und Sachen est une orientation de l'anthropologie linguistique du début du XXe siècle qui a remporté un vif succès parmi les linguistes romanistes et germanistes, et qui a donné son nom à une revue spécialisée.  
Les wörter und sachen constatent que pour comprendre une langue, l'inventaire et la description du lexique et de la grammaire doivent être complétés par la description des objets et des concepts dont ils sont le signe. Les wörter und sachen constituent un premier pas vers une analyse concomitante du langage et de la situation de communication. 
Les linguistes à l'origine des wörter und sachen sont d'abord Jacob Grimm en 1848 puis Rudolf Meringer et Hugo Schuchardt au début du XXe siècle. 
Les résultats caractéristiques des wörter und sachen sont les atlas ethnographiques et linguistiques, tels que : 
- Atlas des langues de la Suisse alémanique
- Atlas des langues et des sujets de l'Italie et de la Suisse du Sud[4], initié par Karl Jaberg et Jakob Jud
- Atlas sonore des langues régionales de France
- Atlas linguistique de la France, de Gilliéron et Edmond
- Nouvel Atlas linguistique de la France par régions, qui succède à celui de Gilliéron[5]
- Persyval-Lab : Exploration des outils Géomatiques pour le Traitement et l’Analyse des données Géolinguistiques : application à la dialectologie
- Gipsa-lab : CartoDialect - Extraction dinformations sémantiques et géographiques à partir des données géolinguistiques
- Le projet SYMILA qui documente la variation syntaxique dans les dialectes des langues romanes de France